# فرار داگلاس مک‌آرتور از فیلیپین

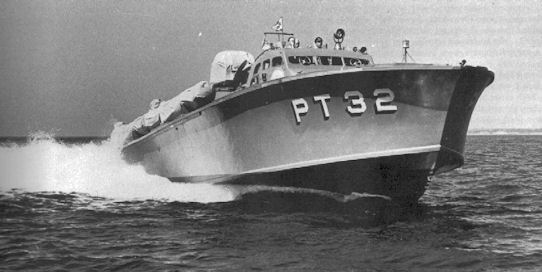
فرار داگلاس مک‌آرتور از فیلیپین

فرار داگلاس مک‌آرتور از فیلیپین (انگلیسی: Douglas MacArthur's escape from the Philippines) در ۱۱ مارس ۱۹۴۲ اتفاق افتاد. در این تاریخ، در خلال جنگ جهانی دوم، ژنرال داگلاس مک‌آرتور با اعضای خانواده و کارکنانش، جزیره کورگیدیدور فیلیپین را که با نیروهایش توسط ژاپنی‌ها محاصره شده بود، ترک کردند.